# Pont d'Avroy (carrefour)
Pour les articles homonymes, voir Avroy.

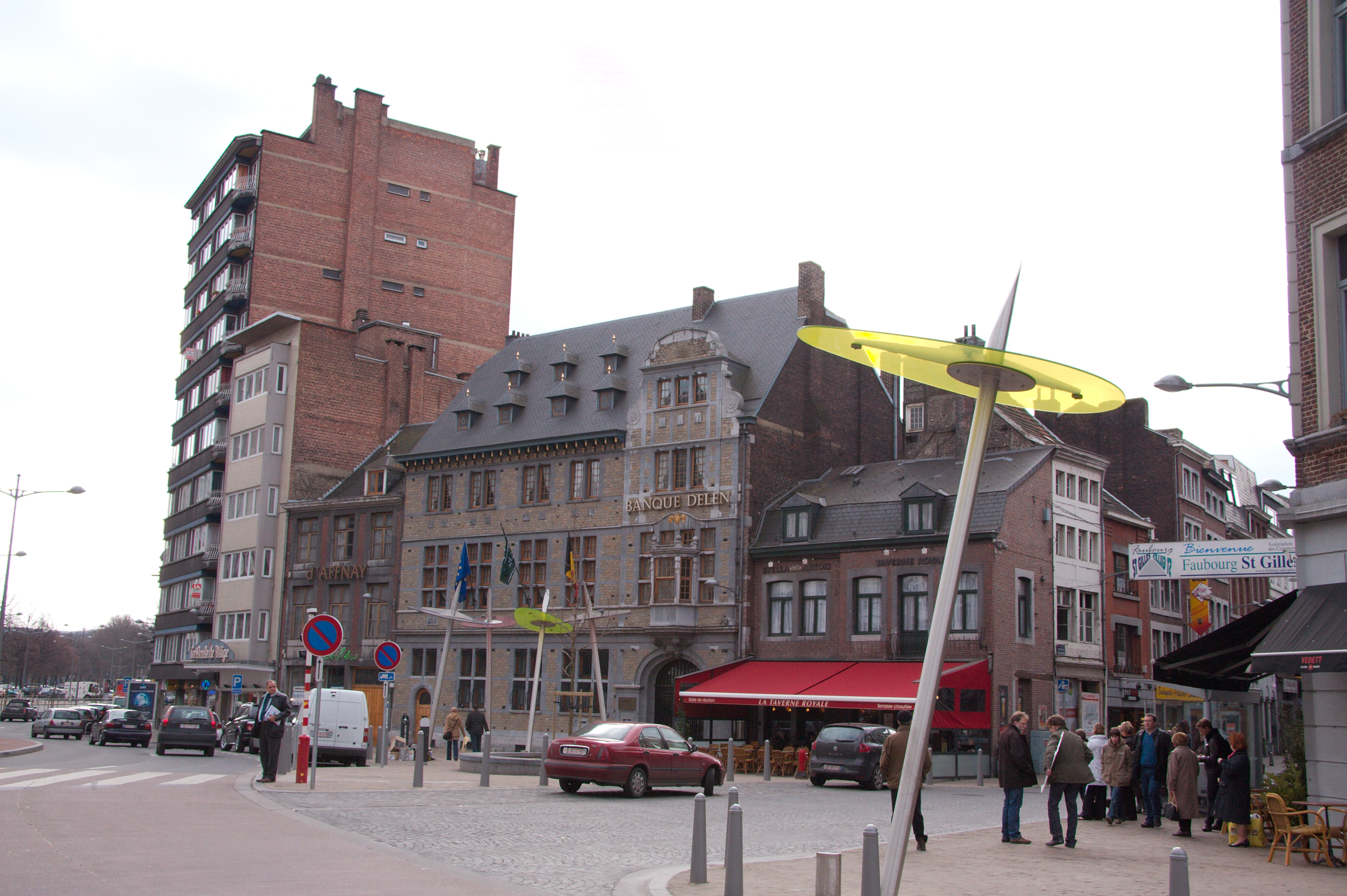
Une partie du carrefour avec l'entrée de la rue Saint-Gilles à droite

Pont d'Avroy est un carrefour liégeois où débouchent les rues Pont d'Avroy et Saint-Gilles ainsi que les boulevards d'Avroy et de la Sauvenière.

## Odonymie
Son nom rappelle qu'il existait un ancien Pont qui enjambait un bras de la Meuse aujourd'hui comblé.